# كاثرين فريزي
كاثرين فريزي OC معلمة وناشطة وباحثة وشاعرة وكاتبة كندية. وهي تعمل حاليًا أستاذة فخرية في كلية دراسات الإعاقة بجامعة تورنتو متروبوليتان (جامعة رايرسون سابقًا). قبل تقاعدها من جامعة رايرسون في عام 2010، عملت لمدة عقد من الزمان كأستاذة متميزة ومديرة مشاركة لمعهد رايرسون/آر بي سي لدراسات الإعاقة والبحوث والتعليم. اشتهرت بدورها كمفوضة رئيسية للجنة حقوق الإنسان في أونتاريو من عام 1989 إلى عام 1992. كان والدها المصرفي الكندي البارز رولاند كاردويل فريزي.

## المنظمات
فريزي عضو في لجنة حقوق المساواة في DAWN (شبكة النساء ذوات الإعاقة في كندا) وتخدم في مجلس إدارة مؤسسة القدرات الكندية  والجمعية الكندية للحياة المجتمعية، وترأس فريق العمل التابع لهذه المنظمة المعني بالقيم والأخلاق.
من عام 1989 إلى عام 1992، كان فريزي المفوض الرئيسي للجنة حقوق الإنسان في أونتاريو.

## الأوسمة
حصل فريزي على جائزة أرنولد ديفيدسون دونتون لخريجي التميز في عام 1990 من قبل جمعية خريجي جامعة كارلتون.
في عام 2014، تم تعيين كاثرين فريزي ضابطة في وسام كندا لجهودها في مجال تعزيز حقوق الأشخاص ذوي الإعاقة، وباعتبارها مدافعة عن العدالة الاجتماعية.
حصل فريزي على درجة الدكتوراه الفخرية من الجامعات الكندية الأربع التالية: جامعة نيو برونزويك في عام 2002، جامعة دالهوزي في عام 2009، جامعة ماكماستر في عام 2015  وجامعة كارلتون في عام 2018.

## وسائط
فريزي، إلى جانب الفكاهي ديفيد روش، والراقص ومصمم الرقصات ومدير الأعمال جيف ماكمورشي، والكاتبة والفنانة بيرسيمون بلاكبريدج، والمخرجة وصانعة الأفلام بوني شير كلاين، هو أحد خمسة فنانين كنديين من ذوي الإعاقات المتنوعة الذين ظهروا في فيلم كلاين الصادر عام 2006 تحت عنوان Shameless: The ART of Disability.
في عام 1998، تم عرض محاضرة فريزي حول مخاطر تحسين النسل المعاصر على قناة Vision TV الكندية، احتفالاً بالذكرى الخمسين للإعلان العالمي لحقوق الإنسان. تشمل منشوراتها حتى الآن العديد من الكتب المدرسية والمجلات الأكاديمية والمساهمات في المجلات، بما في ذلك المقالات في مجلة Abilities، و ARCHtype، و The Womanist
عمل فريزي كعضو في لجنة خارجية في عام 2015، والتي أجرت مشاورات عامة بشأن الموت بمساعدة الطبيب من أجل تقديم المشورة لوزراء العدل والصحة فيما يتعلق باستجابة حكومة كندا لمحاكمة كارتر ضد كندا.